# Erioptera apicinigra
Erioptera apicinigra är en tvåvingeart som beskrevs av Alexander 1927. Erioptera apicinigra ingår i släktet Erioptera och familjen småharkrankar. Inga underarter finns listade i Catalogue of Life.